# Jacques Mehler
Jacques Mehler (ur. 17 lipca 1936 w Barcelonie, zm. 11 lutego 2020 w Saint-Cloud) – francuski psycholog kognitywista. Zajmował się problematyką akwizycji języka.
Studiował chemię na Uniwersytecie w Buenos Aires (1952–1958). Dalsze kształcenie odbył na Uniwersytecie Oksfordzkim i w University College London, gdzie w 1959 r. uzyskał stopień Bachelor of Science. W latach 1961–1964 studiował na Uniwersytecie Harvarda, gdzie uzyskał doktorat z psychologii.